# Jean-Baptiste Simmenauer
Jean-Baptiste Simmenauer, né le 19 novembre 2000 à Chambray-lès-Tours en France, est un pilote automobile français.

## Palmarès

### Asian Le Mans Series
| Année     | Écurie        | Châssis  | Moteur                     | Classe | 1   | 2   | 3   | 4     | 5     | Position | Points |
| --------- | ------------- | -------- | -------------------------- | ------ | --- | --- | --- | ----- | ----- | -------- | ------ |
| 2023-2024 | Duqueine Team | Oreca 07 | Gibson GK428 4,2 l V8 Atmo | LMP2   | SEP | SEP | DUB | ABU 6 | ABU 3 | 11e      | 23     |

### European Le Mans Series
| Année | Écurie        | Châssis  | Moteur                     | Classe | 1      | 2     | 3   | 4   | 5   | 6   | Position | Points |
| ----- | ------------- | -------- | -------------------------- | ------ | ------ | ----- | --- | --- | --- | --- | -------- | ------ |
| 2024  | Duqueine Team | Oreca 07 | Gibson GK428 4,2 l V8 Atmo | LMP2   | BAR 11 | LEC 6 | IMO | SPA | MUG | POT | 9e*      | 8*     |

N.B. * Saison en cours. Les courses en " gras  'indiquent une pole position, les courses en "italique" indiquent le meilleur tour de course.